# Décembre 1972

## Évènements
- Kenneth Kaunda officialise le parti unique en Zambie (United National Independence Party, UNIP)[1].

- 4 décembre (Honduras) : le général Oswaldo López Arellano renverse le gouvernement avec l’appui de larges secteurs sociaux et prend le pouvoir (fin en 1975). Le Honduras entre dans une phase de réformisme militaire.

- 5 décembre : Gough Whitlam devient Premier ministre travailliste en Australie (fin en 1975).

- 11 décembre : alunissage du module lunaire Challenger de la mission Apollo 17 avec Harrison Schmitt qui devient le seul scientifique à marcher sur la Lune, et Gene Cernan qui devient le dernier astronaute à faire de même.

- 13 - 18 décembre, France : congrès du PCF, Georges Marchais secrétaire général.

- 15 décembre :
  - Nouvelle Constitution en Thaïlande[2].
  - La République socialiste de Roumanie adhère au Fonds monétaire international et à la Banque mondiale[3].

- 18 - 29 décembre : opération Linebacker II. Raids massifs de B-52 sur Hanoï et Hải Phòng. Premières défections de pilotes de B-52 qui refusent de remplir leurs missions de bombardement.

- 21 décembre :
  - Début de la guerre du Bush avec une série d'attaques de fermes tenue par des Blancs par des insurgés Noirs en Rhodésie du Sud. La guerre civile entre Blancs et Noirs dure huit ans et fait 20 000 victimes[4].
  - Traité fondamental entre la RFA et la RDA.

- 23 décembre : tremblement de terre au Nicaragua qui détruit Managua. La famille Somoza accapare l’aide internationale et profite de façon outrancière des opérations de reconstruction, ce qui provoque la défection du soutien au régime du secteur privé.

- 26 décembre, France : signature par le préfet de la déclaration d'utilité publique de l'extension du camp du Larzac.

- 29 décembre : un Lockheed L-1011 de la compagnie Eastern Air Lines (vol 401) s'écrase près de Miami avec 176 personnes à son bord. On dénombrera 103 victimes. L'accident est dû à une panne mécanique.

- 30 décembre : reprise des négociations de Paris sur le Viêt Nam, fin des bombardements massifs des États-Unis.

- 31 décembre, France : 16 600 morts d’accident de la route en 1972.

## Naissances
- 1er décembre : David Strajmayster, acteur français.
- 2 décembre : Ismaël Sacko, homme politique malien.
- 5 décembre : Christelle Chollet, comédienne, chanteuse et humoriste française.
- 9 décembre : 
  -     - Gilles Raoul-Cormeil[5], professeur des universités, co-directeur du Master Protection des personnes vulnérables de l'université de Caen Normandie.

  - Tré Cool, batteur américain du groupe Green Day.
- 10 décembre : 
  - Karim Adda, réalisateur et acteur français.
  - Brian Molko, chanteur du groupe Placebo.
- 13 décembre : Hilaree Nelson, skieuse-alpiniste américaine († 26 septembre 2022).
- 16 décembre : Paul Leyden, acteur australien.
- 18 décembre : Lawrence Wong, homme politique singapourien.
- 19 décembre : 
  - Alyssa Milano, actrice américaine.
  - Jean-Claude D'Amours, homme politique canadien.
- 22 décembre : Vanessa Paradis, chanteuse et actrice française.
- 26 décembre : Dana Olmert, éditrice et militante israélienne.
- 28 décembre : Ingrid Colicis, femme politique belge.
- 29 décembre : Jude Law, acteur britannique.
- 30 décembre : Elsa Lepoivre, comédienne française.

## Décès
- 20 décembre : Karel Kaers, coureur cycliste belge (° 3 juin 1914).
- 26 décembre : Harry S. Truman, président des États-Unis (° 1884).
- 27 décembre : Lester B. Pearson, premier ministre du Canada.